# Papiro 78
Papiro 78, también conocido como P. Oxy. XXXVI 2684, es una copia temprana del Nuevo Testamento.

## Descripción
Se trata de un manuscrito en papiro de la Epístola de Judas. Se le designa con la sigla 𝔓78 en la numeración Gregorio-Aland de los manuscritos del Nuevo Testamento. Los textos conservados de Judas son los versículos 4-5 y 7-8. 𝔓78 está escrito con una caligrafía elegante. Mediante el estudio de estilos de escritura comparativos (paleografía), se ha asignado al siglo III o IV d. C.
El texto griego de este códice se considera representativo del tipo textual alejandrino. 𝔓78 presenta un texto libre. Debido a su antigüedad, el erudito bíblico Kurt Aland lo ubicó en la Categoría I de su sistema de clasificación del Nuevo Testamento. Se encuentra en la biblioteca Sackler (P. Oxy. 2684) en Oxford.